# Miami Sol
Die Miami Sol waren eine Mannschaft der nordamerikanischen Frauen-Basketball-Profiliga WNBA. Seine Heimspiele trug das Team in der AmericanAirlines Arena von Miami, Florida aus.
Das Team wurde 2000 gegründet. Schon drei Jahre später musste der Spielbetrieb der Sol aus finanziellen Gründen wieder eingestellt werden. Der Teamname Sol (deutsch Sonne) spielt auf das NBA-Team Miami Heat und die hispanische Bevölkerung in Miami an.

## Erfolge und Ehrungen

### Sportliche Erfolge
Obwohl das Franchise in der regulären Saison insgesamt eine ausgeglichene Bilanz in erzielte, konnte die Sol in den drei Saisons des Bestehens nur einmal die Playoffs erreichen und scheiterte dort in der ersten Playoff-Runde.

### Individuelle Auszeichnungen
Bei den individuellen Auszeichnungen haben zumindest zwei Spielerinnen der Sol Auszeichnungen erhalten.
| Saison | Kategorie                     | Spielerin      |
| ------ | ----------------------------- | -------------- |
| 2001   | Defensive Player of the Year  | Debbie Black   |
| 2001   | Peak Performer: Freiwurfquote | Elena Baranova |

### Saison für Saison
Abkürzungen: Sp. = Spiele, S = Siege, N = Niederlagen
| Saison | Sp. | S  | N  | Siege in % | Platz                  | Playoffs                                                                                                 |
| 2000   | 32  | 13 | 19 | 40,6       | 6., Eastern Conference | nicht qualifiziert                                                                                       |
| 2001   | 32  | 20 | 12 | 62,5       | 3., Eastern Conference | Niederlage im Conference Semifinal, 1:2 (New York Liberty)                                               |
| 2002   | 32  | 15 | 17 | 46,9       | 6., Eastern Conference | nicht qualifiziert                                                                                       |
| Gesamt | 96  | 48 | 48 | 50,0       |                        | 1 Playoff-Teilnahme in 3 Saisons 1 Serie: 0 Siege, 1 Niederlage 3 Spiele: 1 Sieg, 2 Niederlagen (33,3 %) |

## Head Coach
Die Mannschaft wurde alle drei Saisons von Ron Rothstein trainiert.

## Spielerinnen
In ihrer nur dreijährigen Vereinsgeschichte konnten die Sol einige sehr talentierte Sportlerinnen unter Vertrag nehmen. Hier einige Beispiele:
- Marlies Askamp (Center,  Deutschland)
- Elena Baranova (Forward,  Russland)
- Debbie Black (Guard,  Vereinigte Staaten)
- Sandy Brondello (Guard,  Australien)
- Betty Lennox (Guard/Forward,  Vereinigte Staaten)
- Ruth Riley (Center,  Vereinigte Staaten)
- Sheri Sam (Guard/Forward,  Vereinigte Staaten)

### Erstrunden-Wahlrechte beim WNBA Draft
| Name         | Jahr | Draft-Position |
| ------------ | ---- | -------------- |
| Ruth Riley   | 2001 | 5.             |
| Tamara Moore | 2002 | 15.            |

In den drei Jahren des Bestehens hatte der Klub nur zwei Draftrechte in der ersten Runde des WNBA Drafts. Das Franchise hatte mit Ausnahme der Saison 2000 jeweils einen Draft-Pick in der ersten Runde.
Den höchsten Draft-Pick hatten die Sol vor der Saison 2001 wo als fünfte Spielerin Ruth Riley von dem Team aus Miami ausgewählt wurde. Sie trug in dieser Saison zur einzigen Playoff-Teilnahme des Teams bei und holte später mit dem Team der Detroit Shock zweimal die WNBA-Meisterschaft.